# Ana Lourenço
Ana Lourenço (20 de junho de 1973) é uma jornalista portuguesa. Ana Lourenço já trabalhou na TSF, na TVI e na SIC Notícias. Atualmente, é jornalista na RTP, onde apresenta o Telejornal (RTP1) aos fins de semana e programas na RTP3.

## Vida profissional
Licenciada em Antropologia, Ana Lourenço iniciou a carreira em rádios piratas, antes de chegar à TSF. Em 1994, estreou-se no Novo Jornal, da TVI e, em 2000, ingressou na SIC Notícias. Até 2016, Ana Lourenço foi um dos principais rostos do canal informativo da SIC, tendo apresentado jornal Edição da Noite, na SIC Notícias - até 2006, fazendo dupla com João Adelino Faria - durante 13 anos e moderando vários programas com debates políticos.
No dia do 15º aniversário da SIC Notícias, Ana Lourenço demitiu-se das suas funções no canal. Menos de um mês depois, foi anunciada a contratação da jornalista por parte da RTP, tendo-se estreado na RTP3 a 4 de abril de 2016, na apresentação do 360, o espaço informativo do prime time do canal. Ana Lourenço apresentou esse espaço da RTP3 até setembro de 2021. Na RTP3, apresentou também o espaço de debate Fronteiras XXI, que resulta da colaboração entre a RTP e a Fundação Francisco Manuel dos Santos. Em setembro de 2021, Ana Lourenço passou a apresentar regularmente a edição de sábado e de domingo do Telejornal, espaço que já havia apresentado pontualmente no ano anterior. Até setembro de 2021, Ana Lourenço também tinha aparecido esporadicamente na RTP1 em  noites eleitorais e blocos de última hora.

## Prémios
Em 2005, a Casa da Imprensa atribuiu à jornalista e João Adelino Faria o prémio de melhores apresentadores de programas de informação.
Troféus de Televisão TV 7 Dias/Impala
| Ano  | Prémio                                | Resultado |
| ---- | ------------------------------------- | --------- |
| 2021 | Informação - Jornalista/Apresentadora | Indicado  |

## Aparições na cultura popular e na Internet
Um excerto de uma entrevista de Ana Lourenço ao músico e compositor António Pinho Vargas, na SIC Notícias, é ouvido no início do tema "À Procura da Perfeita Repetição", de Sam The Kid. As imagens desse excerto também foram incluídas no início do videoclipe do tema. "À Procura da Perfeita Repetição" está incluído no álbum Pratica(mente) (2006), do rapper lisboeta, e foi lançado como 3º single do mesmo, em 2007.
Quando ainda fazia dupla com João Adelino Faria, na SIC Notícias, Ana Lourenço cometeu um lapsus linguae num debate que antecipava as eleições autárquicas portuguesas de 2005, dizendo, em vez de "Martim Borges de Freitas" (o nome de um dos comentadores do debate, neste caso afeto ao CDS-PP), "Martim Broche de Freitas". A gafe tornou-se viral na Internet, tendo sido um dos primeiros êxitos do YouTube "português".